# Vin berzele
Vin berzele este un film românesc din 1976 regizat de Ion Bostan.